# Caso judicial de Riom

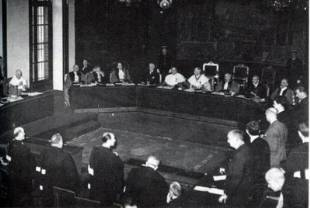
León Blum y Édouard Daladier declaran en Riom

El juicio de Riom (en francés: Procès de Riom; 19 de febrero de 1942 – 21 de mayo de 1943) fue un intento por el régimen de Vichy de Francia, al mando del Mariscal Philippe Pétain, para demostrar que los dirigentes de la Tercera República habían sido responsables de la derrota de Francia por Alemania en 1940. El juicio se celebró en la ciudad de Riom, en la Francia central, y se centró principalmente en objetivos políticos para responsabilizar de la derrota ante Alemania a los dirigentes del gobierno del Frente Popular  que había sido elegido el 3 de mayo de 1936 y legitimar así la existencia del nuevo régimen títere de Alemania.
El Tribunal Supremo de Justicia (Cour suprême de justice), fue creado por un decreto emitido por Pétain el 30 de julio de 1940 y estuvo facultado para juzgar a varios cargos políticos y militares de los anteriores años considerados por varios motivos cómplices de la derrota francesa.
El periodo de gobierno investigado y juzgado por el tribunal era de 1936 (el principio de la administración del Frente Popular, al mando de Léon Blum) hasta 1940 y el gabinete de Paul Reynaud.
El juicio, apoyado por los nazis, tenía el objetivo secundario de demostrar que la responsabilidad de la guerra recaía en Francia (que había declarado oficialmente la guerra a Alemania el 3 de septiembre de 1939, dos días después de la invasión de Polonia) y no en Adolf Hitler y su política expansionista.
Una vez empezado en febrero de 1942, el juicio no fue según lo planeado. Los acusados tuvieron éxito en gran parte en refutar los cargos, y ganaron simpatía ante la prensa internacional. El juicio fue finalmente suspendido en abril de 1942, y formalmente abandonado en mayo de 1943.
Había originalmente siete acusados en el juicio de Riom, aun así Pétain más tarde retiró los cargos en contra Paul Reynaud y Georges Mandel sin explicación, entregándoselos a los alemanes en cambio; Mandel era más tarde ejecutado por una  Milicia del régimen de Vichy. Los cinco acusados eran:
- Léon Blum (nacido en 1872), dirigente de la Sección francesa de los Trabajadores Internacionales (SFIO), partido de carácter socialista, y Primer ministro de Francia en dos etapas (4 de junio de 1936 a 22 de junio de 1937 y 13 de marzo de 1938 a 10 de abril de 1938) durante el gobierno del Frente Popular. Como judío, Blum era un objetivo de aversión particular para el régimen de Vichy y los nazis, y fue ampliamente visto como el principal acusado en el juicio. A Blum lo defendió Samuel Spanien, quien era secretario de la Conférence du barreau de París.
- Édouard Daladier (nacido en 1884), Primer ministro de Francia de 10 de abril de 1938 a 21 de marzo de 1940, antiguo miembro del Partido Republicano, Radical y Radical-Socialista. Estaba entre los 27 diputados franceses y senadores que habían huido de la Francia Metropolitana el 21 de junio de 1940 desde Burdeos a bordo el barco Massilia, un mes antes de que se llevara a cabo la votación sobre los cambios constitucionales que disolvió la Tercera República y dio poderes extraordinarios a Pétain. Daladier estuvo arrestado desde su llegada al  Marruecos francés gobernado por Vichy el 8 de agosto de 1940.
- Maurice Gamelin (nacido en 1872), anterior comandante en jefe del Ejército francés  del mayo a junio de 1940 durante la Batalla de Francia
- Guy La Chambre (nacido en 1898), anterior Ministro para la Fuerza de Aire francesa
- Robert Jacomet (nacido en 1881), anterior Controlador General de la Administración de Ejército

Se llamó a más de 400 testigos, muchos de ellos soldados que se suponía que iban a atestiguar que el ejército francés no fue adecuadamente equipado para resistir la invasión de la Wehrmacht en 1940. Se alegó que la legislación de Blum, puesta en marcha a partir de los Acuerdos de Matignon de 1936, que habían introducido la jornada de 8 horas (40 semanales), dio vacaciones pagadas a los trabajadores y había nacionalizado algunos negocios, había socavado la industria de Francia y sus capacidades de defensa. El gobierno del Frente Popular de izquierda era también acusado de haber sido débil al suprimir "elementos subversivos y revolucionarios" (refiriéndose a las concesiones que se hicieron a las asociaciones obreras tras la huelga masiva de mayo de 1936).
A causa de los cambios en el contexto internacional, incluyendo la invasión de la URSS en junio de 1941, y el deterioro del apoyo popular al régimen de Vichy, el Mariscal Philippe Pétain decidió acelerar el proceso. Anunció en la radio, con anterioridad al inicio del juicio, que él mismo condenaría a las partes culpables después de haber oído la resolución del Consejo de Justicia Política (Conseil de justice politique) el cual él había instaurado. Pétain estuvo cualificado para tal acto después del decreto Constitucional de 27 de enero de 1941. El recién creado Consejo de Justicia Política entregó sus conclusiones el 16 de octubre de 1941. Tras la condena por Pétain de las responsabilidades políticas, se suponía que el juicio de Riom iba a juzgar a esos hombres como ciudadanos. A pesar de que el presidente del tribunal, Pierre Caous, declaró al inicio que el juicio no era político, fue ampliamente visto como una farsa judicial, en Francia y en el extranjero.

## Inicio

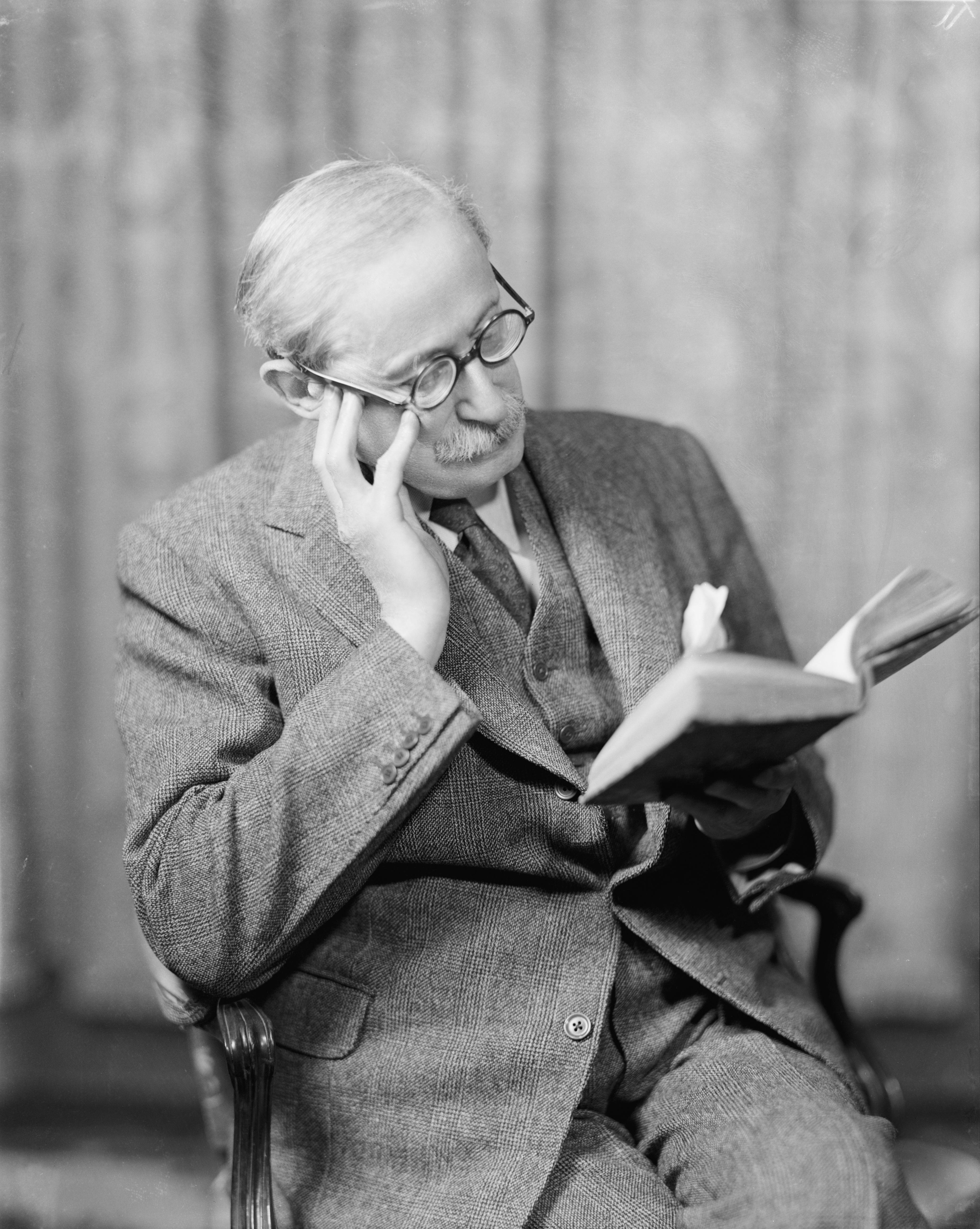
León Blum.

El juicio empezó el 19 de febrero de 1942 antes de que existiera el Tribunal Supremo de Justicia de Vichy, el cual estuvo facultado por un decreto para "juzgar si los ministros anteriores, o sus inmediatos subordinados, habían traicionado los deberes de sus cargos por actos que contribuyeron a la transición de un estado de paz a un estado de guerra antes de septiembre de 1939, y los cuales, después de aquella fecha, empeoraron las consecuencias de la situación que así crearon". Los cargos que se hicieron a los acusados se crearon retrospectivamente, es decir, en el momento en que estos actos presuntamente se llevaron a cabo, no eran ilegales. Esto era contrario al principio de nullum crimen, nulla poena sine praevia lege poenali que prohíbe una aplicación retroactiva de la ley penal.
Gamelin, el anterior comandante del Ejército francés, rechazó reconocer el derecho del tribunal para juzgarlo y se mantuvo en completo silencio. Se vio a La Chambre y Jacomet como figuras menores. A  Daladier y a Blum les correspondió entonces la carga de la defensa. Blum, que era abogado, así como político y polemista ampliamente reconocido por sus brillantes actuaciones, interrogó a los testigos del gobierno y expuso la falsedad e ilegitimidad de los cargos. Argumentó que las reducciones más importantes en el gasto de defensa bajo la Tercera República habían tenido lugar bajo gobiernos en los que tanto Pétain como Pierre Laval, el primer ministro del régimen, habían ocupado cargos. Por otro lado, demostró que el Frente Popular había hecho los esfuerzos bélicos más grandes desde 1918. Blum Incluso defendió al Partido Comunista francés (PCF), declarando sobre Jean-Pierre Timbaud, un comunista que había sido ejecutado junto con 26 otros rehenes comunistas en represalia por el asesinato de un oficial Nazi (Karl Hotz) en Nantes, lo siguiente: "muchas veces estuve en desacuerdo con él. Sin embargo, ha sido ejecutado por un pelotón de fusilamiento y murió cantando La Marsellesa... Así pues, no tengo nada que añadir respecto al PCF."
A pesar de que se suponía que el tribunal investigaría solo el periodo de 1936 a 1940, excluyendo las operaciones de guerra de septiembre de 1939 a junio de 1940, los defensores rechazaron aceptar esto y demostraron que la responsabilidad de la derrota de 1940 había recaído principalmente en fracasos de los altos mandos militares de Francia. También demostraron que el armisticio de junio de 1940, acordado por el gobierno de VIchy, había sido firmado a pesar de que al Ejército francés todavía le quedaban fuerzas considerables en la Francia metropolitana.

## Suspensión y final
A los periodistas de países neutrales se les permitió cubrir el juicio y sus informes alabaron la conducta de los defensores, particularmente de Blum, y condenaron las bases del juicio a pesar de que concedieron que presidente del tribunal, Caous, lo había llevado de forma justa. Esto generó simpatía hacia los acusados en muchos países: Eleanor Roosevelt envió a Blum un telegrama por su cumpleaños en abril de1942 y el 7 de diciembre de 1942 The New York Times publicó un artículo que tituló "A Léon Blum". La prensa controlada por el estado en Francia, aun así, informó sobre el inicio del juicio por todo lo alto, pero después cada vez menos sobre los procedimientos, ya que la mayoría de ellos eran desfavorables al régimen.
Ya en abril los alemanes estaban cada vez más irritados porque vieron la conducción incompetente del juicio. Hitler declaró el 15 de marzo de 1942: "Está teniendo lugar un juicio estos días en Francia, cuya característica principal es que no se está pronunciando ni una sola palabra sobre los responsables de esta guerra. Solo se está discutiendo una carencia de preparación para la guerra. Aquí estamos contemplando una mentalidad que nos resulta incomprensible pero que quizás es más adecuada que cualquier otra para revelar las causas de esta nueva guerra".
Se decidió entonces que se tendría que parar el juicio para evitar mayores decepciones. El embajador alemán en la Francia de Vichy, Otto Abetz, obedeciendo órdenes de Alemania, dijo a Laval que el proceso se estaba volviendo perjudicial y que tendría que ser abandonado.
El 14 de abril de 1942 se suspendió el juicio, presuntamente porque se podía obtener "información adicional". Formalmente acabó el 21 de mayo de 1943. Blum y Daladier serían más tarde deportados a Alemania e internados en el campo de concentración de Buchenwald, en la sección reservada para prisioneros de alto rango. Cuando los ejércitos aliados se acercaban a Buchenwald, fueron transferidos a Dachau, cercano a Múnich, y a finales de abril de 1945, junto con otros prisioneros notables, al Tirol. Fueron rescatados en mayo de 1945.